# شيروسكيون

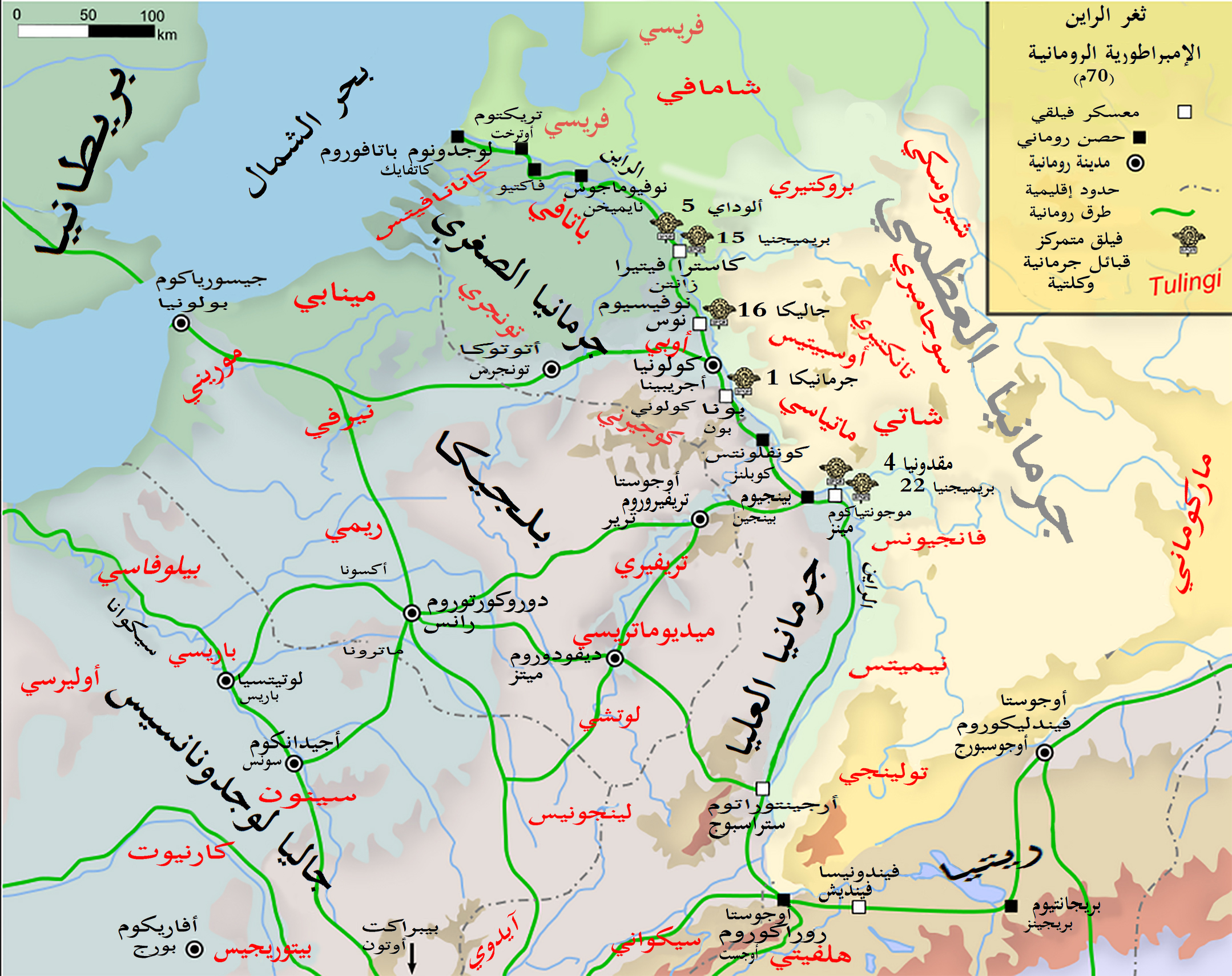
حدود الراين حوالي سنة 70م.

الشيراسكيون (بالألمانية: cherusker)، قبيلة جرمانية قطنت أجزاء من شمال وادي الراين وسهول وغابات شمال غرب ألمانيا، في المنطقة الواقعة حاليا بين أوسنابروك وهانوفر، خلال قرن الأول قبل الميلاد والقرن أول. انضمت في وقت لاحق إلى الاتحاد القبلي الساكسوني. الاسم يشير إلى الأيل (بالألمانية : Hirsch).